# 村上浪六
村上 浪六（むらかみ なみろく、1865年12月18日（慶応元年11月1日） - 1944年（昭和19年）12月1日）は、日本の小説家。本名信（まこと）。和泉国生まれ。デビュー作『三日月』が好評を得て、以後『井筒女之助』『奴の小万』『妙法院勘八』などの侠客物を多く書いて人気を博し、いわゆる「撥鬢小説」の名を生んだ。他に『当世五人男』などがある。

## 人物
和泉国堺生まれ。本名は信（まこと）。別号はちぬの浦浪六。幼児期に父親が亡くなったため母の手で育ち、小学生のときに税所篤に引き取られ、目をかけられ実業家、政治家を目指すが、失敗。
1891年、『郵便報知新聞』の森田思軒の勧めで小説「三日月」を書き、以後小説家として一世を風靡する。また、遅塚麗水、村井弦斎、原抱一庵との四人で「報知の四天王」と呼ばれた。
侠客が活躍する小説を得意とし、撥鬢小説(ばちびん－）と呼ばれた。大正期には、生前から『浪六全集』が出るなど（生前の全集は誤用で、恐らく浪六全集に始まる）、大衆に人気があった。『当世五人男』（1896年）が代表作。
三男は女性史・服飾史・医学研究家の村上信彦。孫（三女の子）に浅沼稲次郎を刺殺した山口二矢がいる。

## 著書
- 『三日月』春陽堂、1891
- 『井筒女之助』(ちぬの浦) 春陽堂
- 『鬼奴』(ちぬの浦) 春陽堂、1892
- 『奴の小万』春陽堂
- 『破大皷』春陽堂、1893
- 『夜嵐』春陽堂
- 『浪六漫筆』春陽堂
- 『征清軍記』村上信 青木嵩山堂、1894
- 『浪六叢書十番のうちたそや行燈』春陽堂
- 『日清事件新小説』青木嵩山堂
- 『深見笠』春陽堂
- 『髯の自休』春陽堂
- 『安田作兵衛』春陽堂
- 『海賊』青木嵩山堂、1895
- 『古賀市』青木嵩山堂
- 『魚屋助左衛門』青木嵩山堂
- 『後の海賊』青木嵩山堂
- 『後の三日月』春陽堂
- 『大阪城』青木嵩山堂、1896
- 『鬼あざみ』青木嵩山堂
- 『十文字』青木嵩山堂
- 『新兵衛』斎藤栄造
- 『花車 (眠獅庵)』青木嵩山堂 (浪六文庫 第1冊)
- 『呂宋助左衛門』青木嵩山堂
- 『しなさだめ』青木嵩山堂、1897 (浪六文庫)
- 『当世五人男』青木嵩山堂
- 『武者気質』青木嵩山堂
- 『狂歌集』青木嵩山堂、1898
- 『浮世草紙』青木嵩山堂
- 『蔦の細道』青木嵩山堂
- 『最後の黒田健次』青木嵩山堂、1899
- 『赤蜻蛉』村上信　青木嵩山堂、1900
- 『原田甲斐』青木嵩山堂
- 『明治十年』青木嵩山堂
- 『春日局』駸々堂、1901
- 『伊達振子』青木嵩山堂
- 『日本武士』青木嵩山堂
- 『やまと心』青木嵩山堂
- 『うき世日記』駸々堂、1902
- 『男一疋』駸々堂
- 『三人兄弟』青木嵩山堂
- 『時雨笠』駸々堂
- 『浪華名物男』青木嵩山堂
- 『八幡座』松田秋浦　青木嵩山堂
- 『男山』駸々堂
- 『毒婦』青木嵩山堂
- 『うやむや日記』青木嵩山堂、1904
- 『金剛盤』青木嵩山堂
- 『業平文治』田中霜柳 鹿鳴社、1905
- 『石田三成』青木嵩山堂
- 『最後の岡崎俊平』青木嵩山堂
- 『大悪魔』青木嵩山堂
- 『夜叉男』青木嵩山堂
- 『雪達磨』駸々堂
- 『仍如件』青木嵩山堂、1906
- 『普通文範』村上信 石塚書舗、1907
- 『川柳自在』石塚書舗
- 『浮世車』青木嵩山堂
- 『元禄女』隆文館
- 『高倉長右衛門』駸々堂
- 『当世女』青木嵩山堂
- 『浮舟』青木嵩山堂、1908
- 『日蓮』民友社
- 『八軒長屋』民友社
- 『稲田一作』民友社、1909
- 『煩悶病院』青木嵩山堂、1910
- 『馬鹿野郎』金葉堂、1911
- 『豊太閤』民友社
- 『元禄忠魂録』至誠堂、1912
- 『居家処世人間学』大江書房、1913
- 『いたづらもの』大江書房
- 『現代思潮男女の戦ひ』至誠堂書店
- 『生きたる人間の解剖』大江書房、1914
- 『浪六全集』全26編 至誠堂書店、1914-1926
- 『黒雲』至誠堂書店
- 『雪だるま』至誠堂書店
- 『落花狼藉』文明社
- 『罵倒録』至誠堂書店
- 『元禄四十七士』至誠堂書店
- 『我五十年』加島虎吉
- 『放言録』至誠堂書店、1915
- 『人生の裏面』東亜堂書房、1916
- 『人の垢』明文館書店
- 『人生の旅行』明文館書店
- 『大正五人男』至誠堂書店
- 『世間学』大阪屋号書店
- 『天眼通』至誠堂書店、1917
- 『皮肉文集』紅陽社、1919
- 『川徳』至誠堂書店
- 『裸体の人間』至誠堂書店
- 『出放題』至誠堂書店
- 『浪六八ッあたり』浪六会
- 『裏と表』至誠堂書店、1920
- 『無遠慮』至誠堂書店、1921
- 『浪六漱石傑作文集』綱島書店(美文評解叢書)1921
- 『かはりもの』明文館
- 『牛肉一斤』至誠堂書店、1922
- 『親鸞』明文館書店
- 『時代相』全5巻 時代相刊行会、1923-24
- 『無名の英雄』時代相刊行会、1925
- 『人間味』明文堂書店
- 『浪六名作選集』大日本雄弁会
- 『浪六傑作集』人情編、恋愛編 内外出版協会、1926
- 『妙法院勘八』大日本雄辯會講談社
- 『人の力』明文館書店、1927
- 『浮世の裏表』金竜堂出版部
- 『蜂須賀小六』明文館書店、1929
- 『かまいたち』明文館書店、1930
- 『人情の表裏』紅陽社
- 『浪六全集』45篇 玉井清文堂、1930-31
- 『侠客列伝 第1巻』明文館書店、1931
- 『鈴木新内』明文館書店
- 『うき世の雨に破れ傘』明文館書店、1934
- 『すてうり勘兵衛』浪六叢書刊行会
- 『侠客』明文館
- 『一足飛』興文閣、1940
- 『毒か薬か』モナス
- 『鬼伏せ頭巾』興文閣、1941
- 『海上の歴史』輝文堂書房、1943

## 復刊
- 大衆文学大系 3 村井弦斎、村上浪六、塚原渋柿園、碧瑠璃園、大倉桃郎 講談社、1971
- 部落問題文芸・作品選集 いたづらもの 世界文庫、1976
- 村上浪六歴史小説選 全6巻 本の友社、1999